# São Lourenço do Piauí
São Lourenço do Piauí est une municipalité brésilienne située dans l'État du Piauí.